# Alessa-Catriona Pröpster
Alessa-Catriona Pröpster (Hechingen, 4 de marzo de 2001) es una deportista alemana que compite en ciclismo en la modalidad de pista.
Ganó dos medallas en el Campeonato Europeo de Ciclismo en Pista, en los años 2021 y 2023, ambas en la prueba de velocidad por equipos.

## Medallero internacional
| Campeonato Europeo | Campeonato Europeo | Campeonato Europeo | Campeonato Europeo    |
| Año                | Lugar              | Medalla            | Competición           |
| ------------------ | ------------------ | ------------------ | --------------------- |
| 2021               | Grenchen (Suiza)   | Medalla de plata   | Velocidad por equipos |
| 2023               | Grenchen (Suiza)   | Medalla de oro     | Velocidad por equipos |

1. ↑  Compitió en la ronda de clasificación.